# Lea Ahlborn
Lea Fredrika Ahlborn, nata Lundgren (Stoccolma, 18 febbraio 1826 – Stoccolma, 13 novembre 1897) è stata un'artista svedese.
Fu membro della Reale Accademia delle Belle Arti svedese e la prima donna ad essere nominata incisore reale. Lavorò alla Reale Zecca svedese, divenendo la prima donna svedese ad essere un'ufficiale o funzionaria di Stato.

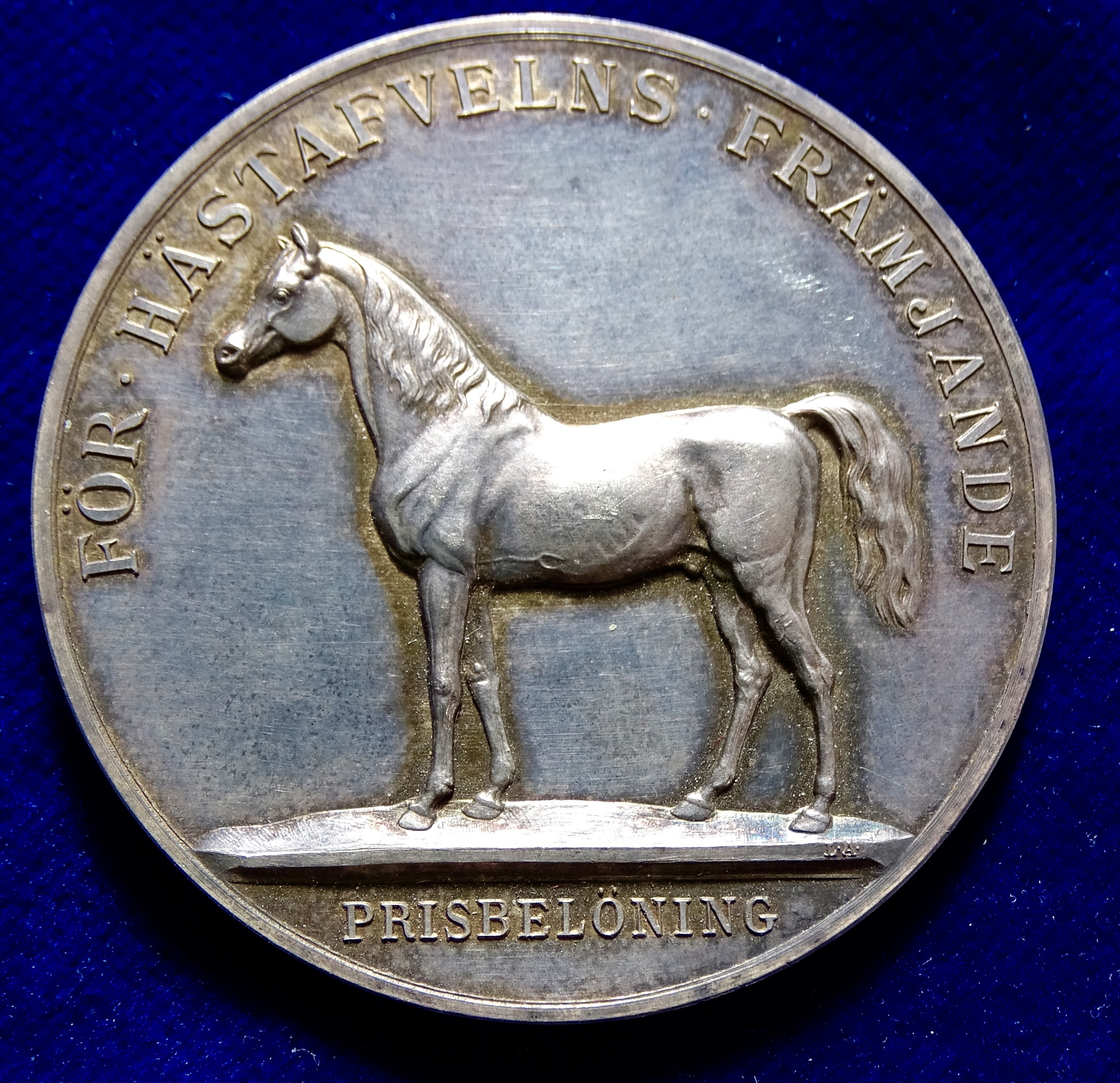
Medaglia d'argento del Premio Cavallo di Svezia, incisa da Lea Ahlborn

## Biografia
Nata in una famiglia di incisori di medaglie, presto decise di seguire suo padre nella sua professione. Nel 1849, insieme ad Amalia Lindegren, Jeanette Möller e Agnes Börjesson, divenne una delle quattro donne a cui fu dato il permesso speciale di studiare alla Reale Accademia delle Belle Arti svedese, che all'epoca accettava le donne solo mediante permesso speciale.
Nel 1851 si recò a Parigi con Carl Gustaf Qvarnström e suo fratello Pehr Henrik Lundgren per studiare con gli scultori Armand Toussaint e Jean-Auguste Barre.
Nel 1853 tornò in Svezia. Nel 1855 fu nominata stampatrice reale ed eletta membro della Reale Accademia delle Belle Arti. Ricevette numerosi incarichi dall'Accademia svedese, dall'Accademia reale svedese delle scienze e dall'imperatrice Eugenia di Francia.
Nel 1881 realizzò i ritratti di medaglie per la celebrazione delle nozze del futuro re Gustavo V e della regina Vittoria. Fu assunta dal governo degli Stati Uniti per incidere la medaglia di George Washington nel 1883 per il centenario della fine della guerra d'indipendenza americana e nel 1892 per la celebrazione della scoperta dell'America da parte di Cristoforo Colombo.
Sua sorella Carolina Weidenhayn divenne la prima xilografa professionista di sesso femminile, nonché istruttrice presso il Konstfack di Stoccolma.

## Vita privata
Lea Ahlborn sposò lo scultore ornamentale di origine tedesca Karl Henrik Fredrik Martin Ahlborn. Nel 1892 ricevette la medaglia reale svedese Illis Quorum dal re Oscar II di Svezia.

## Galleria d'immagini

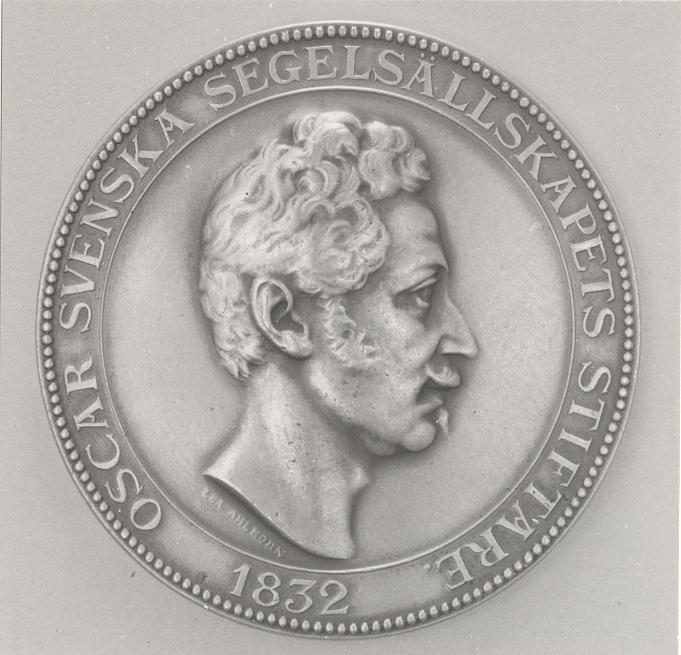
Rilievo di re Oscar I (fronte)
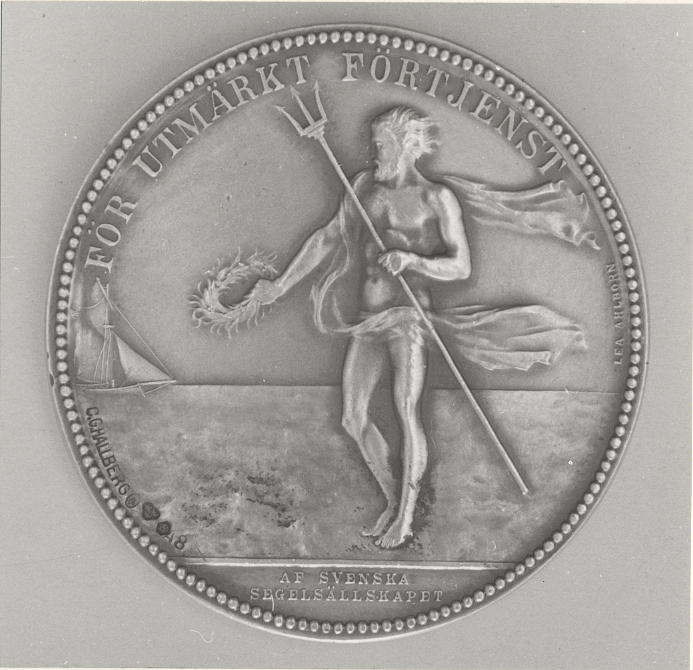
Corona di Nettuno per una barca a vela (retro)
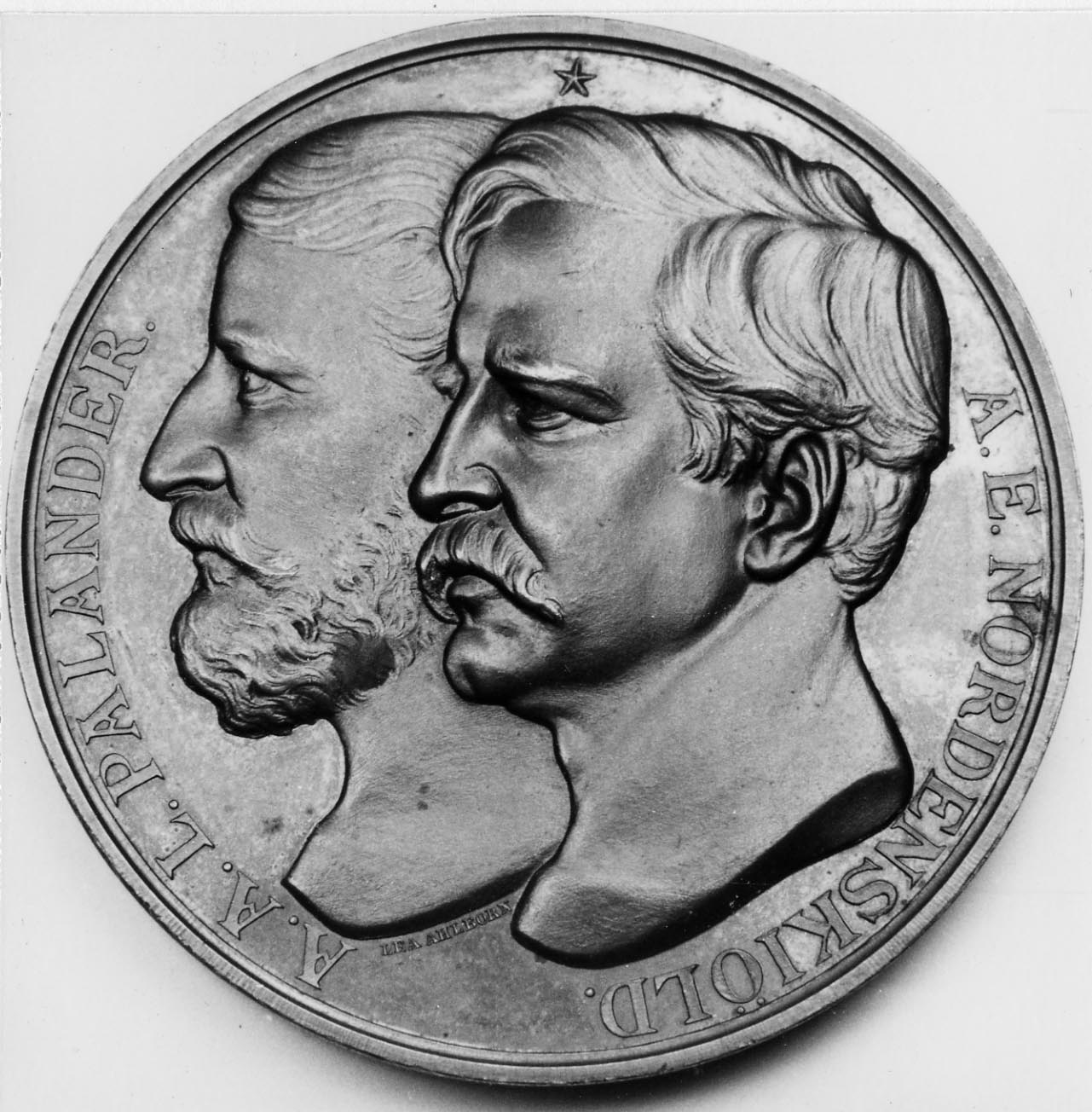
Rilievo di Adolf Erik Nordenskiöld e Louis Palander (fronte)
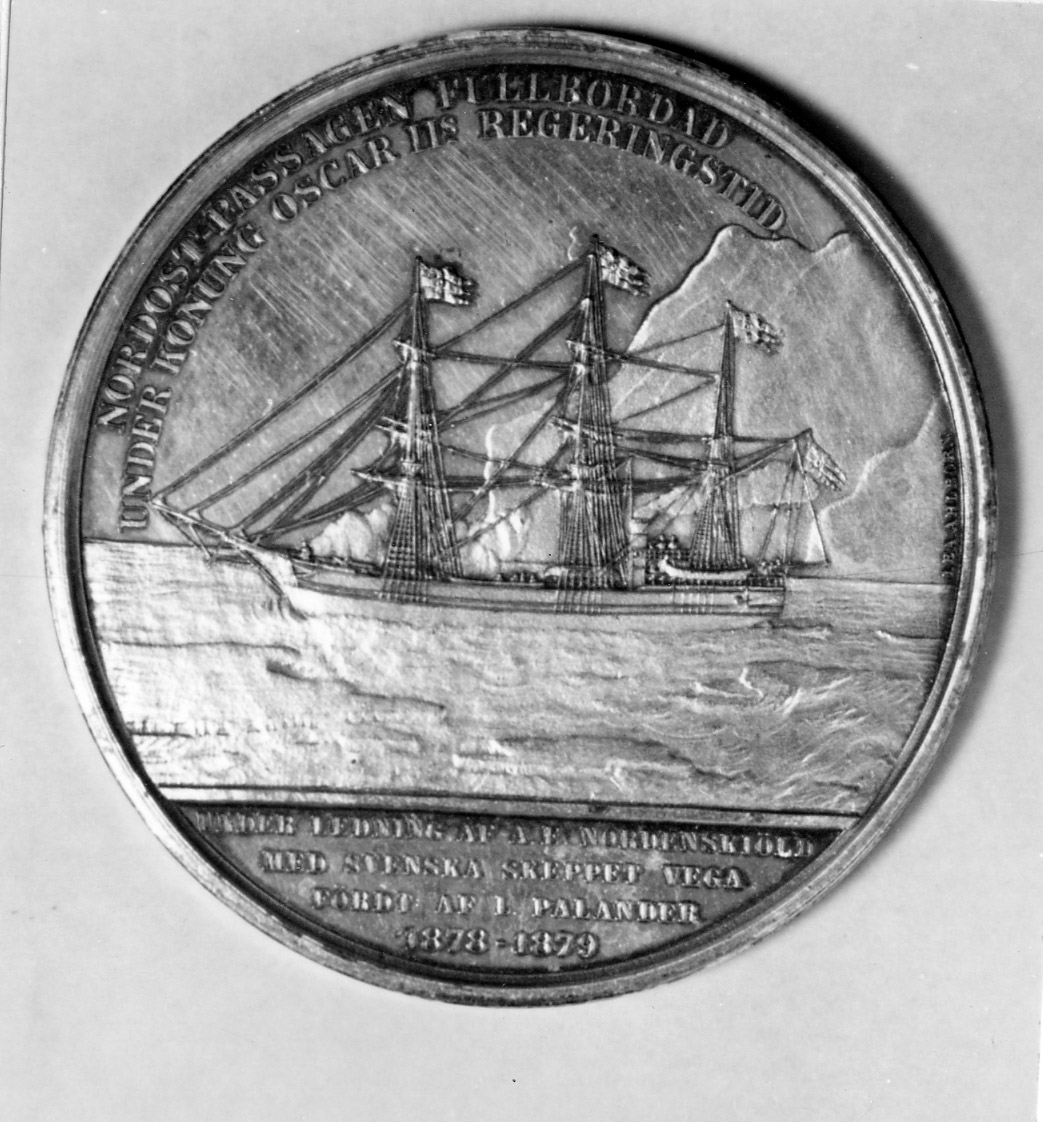
Spedizione Vega del 1878-1880 (retro)
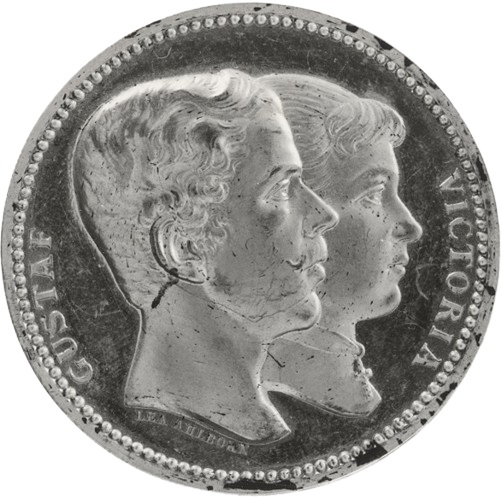
Matrimonio di Re Gustavo V e Regina Vittoria (fronte)
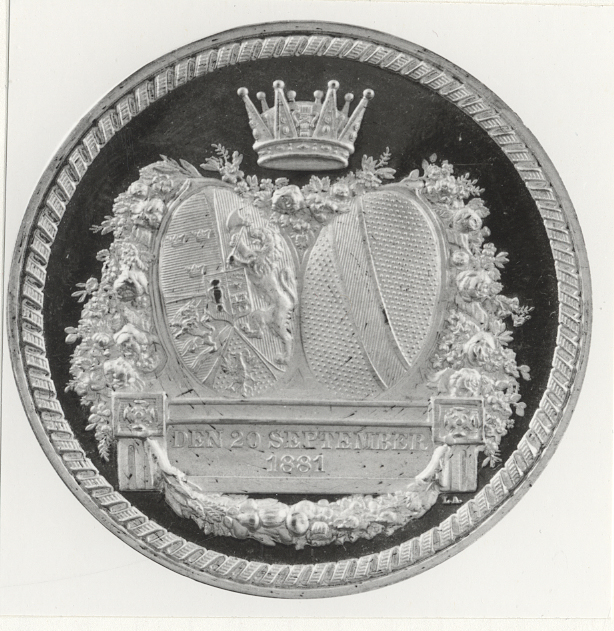
Matrimonio di Re Gustavo V e Regina Vittoria (rovescio)